# 许鸿飞
许鸿飞（1963年—），男，汉族，广东阳江人，中华人民共和国政治人物。现任广州雕塑院院长，中国美术家协会理事。第十三、十四届全国政协委员。